# Kristina Duvillard
Kristina Duvillard (22 novembre 1975) è un'ex sciatrice alpina francese.

## Biografia
Kristina Duvillard, originaria di Megève, proviene da una famiglia di grandi tradizioni nello sci alpino: è figlia di Henri (a sua volta fratello di Adrien senior e zio di Adrien junior) e Britt Lafforgue (a sua volta figlia di Maurice e della svedese May Nilsson, nipote dello svedese Åke Nilsson, sorella gemella di Ingrid), sorella di Julie e moglie di Frédéric Covili, tutti sciatori alpini di alto livello.
Esordì in Coppa Europa il 19 gennaio 1996 a Krompachy/Plejsy in slalom gigante (34ª) e in Coppa del Mondo il 23 novembre dello stesso anno a Park City in slalom speciale (26ª); nella medesima località il 19 novembre 1998 ottenne in slalom gigante il miglior piazzamento in Coppa del Mondo (11ª) e ai successivi Mondiali di Vail/Beaver Creek 1999, sua unica presenza iridata, non completò lo slalom gigante. Prese per l'ultima volta il via in Coppa del Mondo il 19 gennaio 2003 a Cortina d'Ampezzo in slalom gigante, senza completare la prova, e si ritirò al termine di quella stessa stagione 2002-2003; la sua ultima gara fu uno slalom gigante FIS disputato il 6 aprile a Stoneham, chiuso dalla Duvillard al 5º posto.

## Palmarès

### Coppa del Mondo
- Miglior piazzamento in classifica generale: 58ª nel 1999

### Coppa Europa
- Miglior piazzamento in classifica generale: 89ª nel 2002

### Campionati francesi
- 4 medaglie:
  - 2 argenti (slalom gigante nel 1996; slalom gigante nel 2003)
  - 2 bronzi (slalom gigante nel 2001; slalom gigante nel 2002)